# Championnat d'Écosse de football 1994-1995
Navigation
Édition précédente Édition suivante
La 98e édition du championnat d'Écosse de football est remportée par le Rangers Football Club. C’est son 45e titre de champion, son septième consécutif. Les Rangers l’emportent avec 15 points d’avance sur le Motherwell FC. Le Hibernian FC complète le podium.
Le championnat a une nouvelle fois changé de formule en : il repasse à 10 clubs pour la deuxième fois en moins de dix ans. Le système de promotion/relégation reprend ses droits: descente et montée automatique pour le dernier de première division et le premier de deuxième division :  Dundee United descend en deuxième division. Il est remplacé pour la saison 1995/96 par le Raith Rovers.
Un match de barrage est organisé entre l’avant dernier de première division Aberdeen FC et le deuxième de deuxième division, Dunfermline Athletic. Aberdeen l’emporte et sauve sa place dans l’élite écossaise.
Avec 16 buts marqués en 36 matchs, Tommy Coyne du Motherwell Football Club remporte pour la première fois le titre de meilleur buteur du championnat.

## Les clubs de l'édition 1994-1995
| \| Aberdeen FC Glasgow · Celtic - Rangers-Partick Thistle Dundee · Dundee United-Dundee FC Édimbourg · Hibernian-Heart Motherwell FC Falkirk FC \| Localisation des clubs engagés dans le championnat. |
| Aberdeen FC Glasgow · Celtic - Rangers-Partick Thistle Dundee · Dundee United-Dundee FC Édimbourg · Hibernian-Heart Motherwell FC Falkirk FC                                                           |

| Club                              | Ville      |
| --------------------------------- | ---------- |
| Aberdeen Football Club            | Aberdeen   |
| Celtic Football Club              | Glasgow    |
| Dundee Football Club              | Dundee     |
| Dundee United Football Club       | Dundee     |
| Falkirk Football Club             | Falkirk    |
| Heart of Midlothian Football Club | Édimbourg  |
| Hibernian Football Club           | Leith      |
| Motherwell Football Club          | Motherwell |
| Partick Thistle Football Club     | Glasgow    |
| Rangers Football Club             | Glasgow    |

## Compétition

### Classement
Le classement est établi sur le barème de points classique (victoire à 2 points, match nul à 1, défaite à 0).
| Rang | Équipe              | Pts | J  | G  | N  | P  | Bp | Bc | Diff |
| ---- | ------------------- | --- | -- | -- | -- | -- | -- | -- | ---- |
| 1    | Rangers FC T        | 69  | 36 | 20 | 9  | 7  | 60 | 35 | +25  |
| 2    | Motherwell FC       | 54  | 36 | 14 | 12 | 10 | 50 | 50 | 0    |
| 3    | Hibernian FC        | 53  | 36 | 12 | 17 | 7  | 49 | 37 | +12  |
| 4    | Celtic FC C         | 51  | 36 | 11 | 18 | 7  | 39 | 33 | +6   |
| 5    | Falkirk FC P        | 48  | 36 | 12 | 12 | 12 | 48 | 47 | +1   |
| 6    | Heart of Midlothian | 43  | 36 | 12 | 7  | 17 | 44 | 51 | -7   |
| 7    | Kilmarnock FC       | 43  | 36 | 11 | 10 | 15 | 40 | 48 | -8   |
| 8    | Partick Thistle FC  | 43  | 36 | 10 | 13 | 13 | 40 | 50 | -10  |
| 9    | Aberdeen FC         | 41  | 36 | 10 | 11 | 15 | 43 | 46 | -3   |
| 10   | Dundee United       | 36  | 36 | 9  | 9  | 18 | 40 | 56 | -16  |

| Légende : Qualifications et relégations | Légende : Qualifications et relégations                                        |
| --------------------------------------- | ------------------------------------------------------------------------------ |
|                                         | Ligue des champions 1995-1996                                                  |
|                                         | Coupe d'Europe des vainqueurs de coupe 1995-1996                               |
|                                         | Coupe UEFA 1995-1996                                                           |
|                                         | Relégation en deuxième division                                                |
|                                         | T : Tenant du titre C : Vainqueurs de la Coupe d'Écosse de football P : Promus |

## Bilan de la saison
| Tableau d'honneur                |            |
| Compétition                      | Vainqueur  |
| Championnat d'Écosse de football | Rangers FC |
| Coupe d'Écosse de football       | Celtic FC  |

| Promotions et relégations |                |
| Promus                    | Raith Rovers.  |
| Relégués                  | Dundee United. |

## Statistiques

### Meilleur buteur
- Tommy Coyne, Motherwell Football Club : 16 buts